# Brahmaanse wouw
De Brahmaanse wouw (Haliastur indus) is een roofvogel uit de familie havikachtigen (Accipitridae). Deze soort is verwant aan de fluitwouw (Haliastur sphenurus). De Brahmaanse wouw dankt zijn naam als zijn rol in de Hindoe-mythologie, waarin deze roofvogel wordt gezien als de boodschapper van de god Brahma.

## Kenmerken
De lengte van de Brahmaanse wouw is 43 tot 51 cm en de vleugelspanwijdte
bedraagt 110 tot 125 cm. Door de karakteristieke witte kop en borst en de kastanjebruine rug, vleugels en staart is de Brahmaanse wouw goed te onderscheiden van andere roofvogels.

## Voedsel
De Brahmaanse wouw is voornamelijk een viseter, hoewel ook aas wordt gegeten door deze roofvogel.

## Verspreiding en leefgebieden
De Brahmaanse wouw leeft in kustgebieden in oostelijk Azië en Oceanië. Mangrovebossen, havens en stranden vormen de belangrijkste habitats van deze roofvogel. In Azië komt de Brahmaanse wouw voor van Pakistan in het noordwesten tot China in het oosten en de Filipijnen en Indonesië in het zuidoosten. In Oceanië is deze roofvogel te vinden in Australië, Nieuw-Guinea en de Salomonseilanden. De Brahmaanse wouw leeft in Australië langs de noordkust, globaal van Carnarvon in West-Australië tot Hastings River in het oosten. Als dwaalgast komt de Brahmaanse wouw voor in de Verenigde Arabische Emiraten en op de Maldiven, Palau en Vanuatu.
De soort telt vier ondersoorten:
- H. i. indus: van India tot zuidelijk China en Vietnam.
- H. i. intermedius: Malakka, de Grote- en Kleine Soenda-eilanden, de Filipijnen en Sulawesi.
- H. i. girrenera: de Molukken, Nieuw-Guinea, de Bismarck-archipel en noordelijk Australië.
- H. i. flavirostris: de Salomonseilanden.

## Status
De Brahmaanse wouw heeft een enorm groot verspreidingsgebied en daardoor alleen al is de kans op uitsterven uiterst gering. De grootte van de populatie is in 2001 geschat op minimaal 100 duizend individuen. Er is aanleiding te veronderstellen dat de soort in aantal achteruit gaat. Echter, het tempo ligt onder de 30% in tien jaar (minder dan 3,5% per jaar). Daarom staat de Brahmaanse wouw als niet bedreigd op de Rode Lijst van de IUCN.